# 883년

## 연호
- 당(唐) 중화(中和) 3년
- 일본(日本) 간교(元慶) 7년

## 기년
- 당(唐) 희종(僖宗) 10년
- 신라(新羅) 헌강왕(憲康王) 9년
- 발해(渤海) 대현석(大玄錫) 13년